# Distretto di Üzümlü
Il distretto di Üzümlü (in turco Üzümlü ilçesi) è uno dei distretti della provincia di Erzincan, in Turchia.